# Suzy (cantante portoghese)
Susanna Guerra, nota come Suzy Guerra e anche come Suzy (Figueira da Foz, 24 gennaio 1980), è una cantante e musicista portoghese.

## Biografia
Suzy ha iniziato a dimostrare un'attrazione verso la musica già dall'età di 5 anni, quando cantò per la prima volta davanti a un pubblico. Nel 1990 si trasferì con la sua famiglia a Lisbona, dove si unì alla girlband molto famosa all'epoca, l'Onda Choc. Ciò le permise di acquistare molta notorietà, apparendo in vari programmi tv.
Nel 2014 vinse con il 41% di preferenze la 50ª edizione del Festival da Canção con la canzone Quero ser tua con la quale rappresentò il paese lusitano all'Eurovision Song Contest di quell'anno, non superando tuttavia la prima serata di semifinali.